# Tanja Ćirov
Tanja Ćirov (in serbo Тања Ћиров?; Bor, 26 febbraio 1981) è un'ex cestista serba naturalizzata bulgara.
Ala di 181 cm, ha giocato in Serie A1 italiana con Pozzuoli e Priolo.

## Carriera

### Nei club
Ex CSKA Sofia, Ćirov è stata la prima atleta nuova a presentarsi agli allenamenti dell'Italmoka Pozzuoli nel 2007-08.
Nel 2008-09 passa all'Acer Erg Priolo. In campionato, dopo due partite di rodaggio, Cirov è fondamentale nella vittoria sulla Famila Schio con 14 punti in 16 minuti. Nel 2011 ha giocato l'All-Star Game con la selezione delle giocatrici straniere, segnando cinque punti.
Nel 2013-2014 ha vinto un titolo bulgaro con Ruse, poi è tornata in Italia e ha firmato per Vigarano.

### In Nazionale
Gioca dal 2006 nella Nazionale bulgara, con cui è scesa in campo in 21 occasioni.

## Statistiche
Statistiche aggiornate al 30 giugno 2012
| Stagione        | Squadra              | Competizione | Partite | Partite | Partite | Statistiche tiro | Statistiche tiro | Statistiche tiro | Altre statistiche | Altre statistiche | Altre statistiche | Altre statistiche | Altre statistiche |
| Stagione        | Squadra              | Competizione | Pres.   | Titol.  | Minuti  | Tiri da 2        | Tiri da 3        | Liberi           | Rimb.             | Assist            | Rubate            | Stopp.            | Punti             |
| --------------- | -------------------- | ------------ | ------- | ------- | ------- | ---------------- | ---------------- | ---------------- | ----------------- | ----------------- | ----------------- | ----------------- | ----------------- |
| 2007-2008       | Italmoka Pozzuoli    | Serie A1     | 26      | 24      | 630     | 81/129           | 24/70            | 49/79            | 132               | 11                | 40                | 0                 | 283               |
| 2008-2009       | Acer Erg Priolo      | Serie A1     | 28      | 27      | 742     | 79/129           | 40/127           | 26/38            | 123               | 7                 | 42                | 0                 | 304               |
| 2009-2010       | Erg Power&Gas Priolo | Serie A1     | 28      | 28      | 845     | 99/172           | 37/121           | 84/104           | 153               | 10                | 63                | 1                 | 393               |
| 2010-2011       | Erg Priolo           | Serie A1     | 26      | 26      | 815     | 84/145           | 39/117           | 56/67            | 113               | 13                | 61                | 0                 | 341               |
| 2011-2012       | Erg Priolo           | Serie A1     | 28      | 28      | 921     | 115/213          | 41/117           | 68/87            | 141               | 14                | 67                | 0                 | 421               |
| Totale carriera |                      |              |         |         |         |                  |                  |                  |                   |                   |                   |                   |                   |